# Сан-Мартин (регбийный клуб)
«Клуб Атлетико Феррокаррил Хенераль Сан-Мартин» (исп. Club Atlético Ferrocarril General San Martín) — аргентинский спортивный клуб из пригорода Буэнос-Айреса Саэнс-Пенья. Клуб во многом известен благодаря своей регбийной команде, хотя в структуру организации также входят секции футбола и хоккея на траве. Регбийная команда выступает в чемпионате Буэнос-Айреса.

## Достижения

### Хоккей на траве

#### Мужчины
- Метрополитано Примера (2): 1929, 1930
- Сегунда (2): 1960, 1961, 1962, 1963, 1964
- Копа Компетенсья (1): 1947

#### Женщины
- Метрополитано Примера (5): 1933, 1935, 1936, 1941, 1947

### Регби
- Сегунда (2): 1943, 1962

## Эволюция формы
| Футбол и хоккей на траве 1908–1911 | Футбол 1912–1917 | Хоккей на траве 1911-н.в. | Регби 1913–1923 | Регби 1923–н.в. |